# Нагородна система Польщі
Таблиця Польської нагородної системи.
Право на вручення державних нагород закріплено за главою держави Президентом Республіки Польща. Порядок нагородження та статус нагород був реформований у 2007 році.

## Перші відомі нагороди (1705—1795)

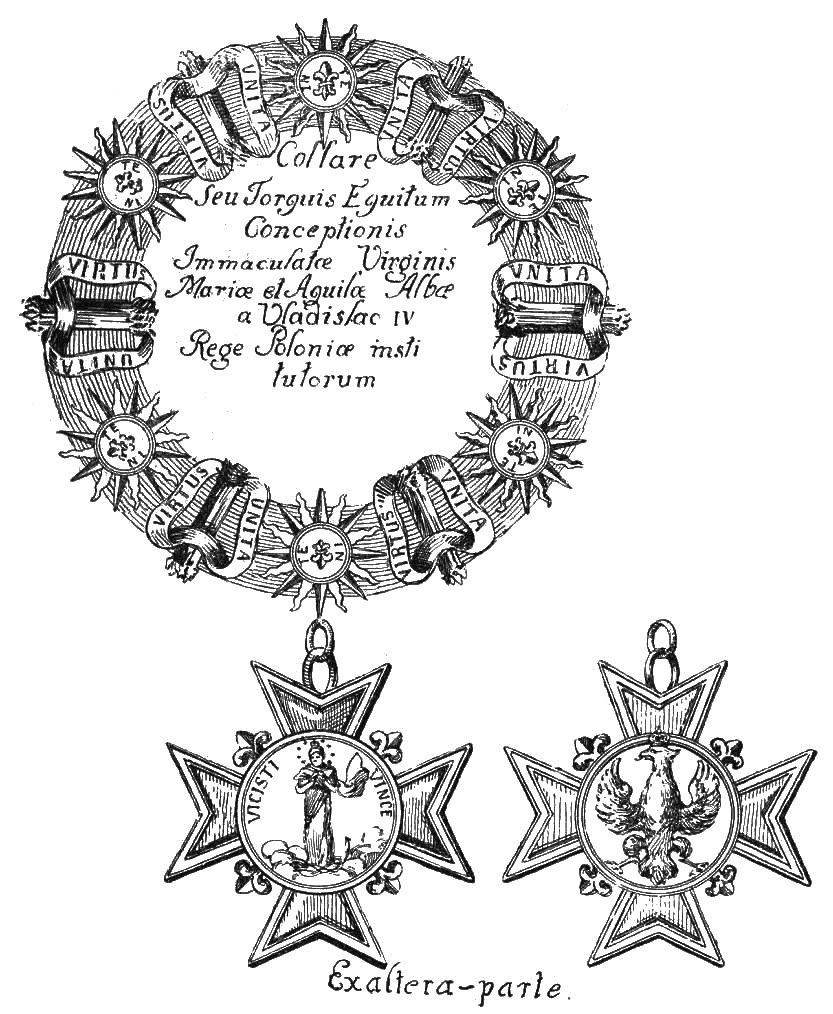
орден Непорочного Зачаття Пресвятої Діви Марії
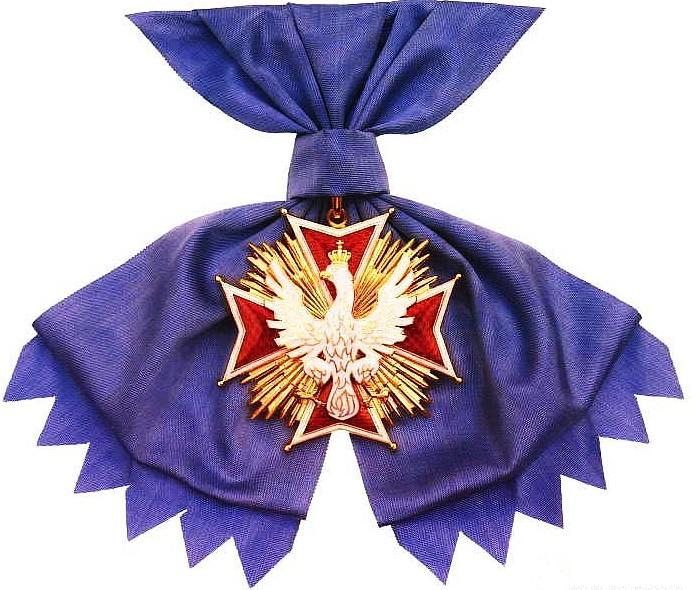
Орден Білого Орла
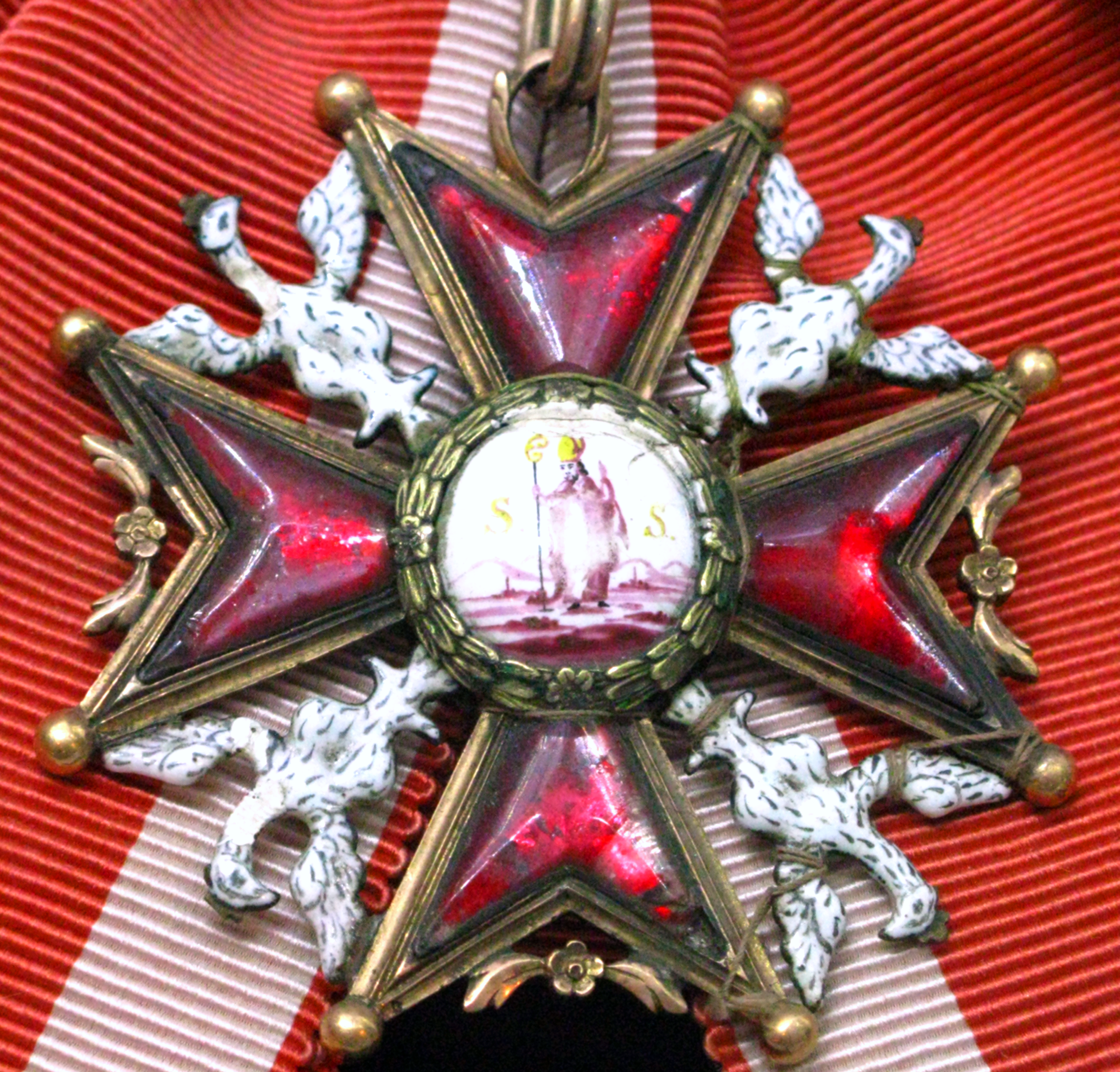
Орден Святого Станіслава
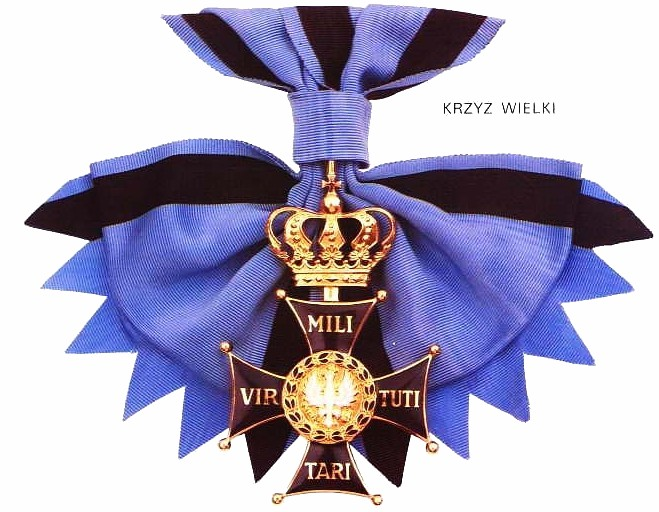
Virtuti Militari

Першою нагородою вважають — орден Непорочного Зачаття Пресвятої Діви Марії заснований королем Владиславом IV в 1634 — який все-таки не був затверджений парламентом в результаті протиставлення дворянства, що мало побоювання з приводу введення королем деспотичного правління (абсолютної монархії) за допомогою лицарів ордена.
у листопаді 1705 року — офіційно прийнято першу нагороду Орден Білого Орла, заснований королем Августом II,
7 травня 1765 року -  прийнято другу нагороду — Орден Святого Станіслава, яку запровадив король Станіслав Августа Понятовський.
22 червня 1792 року з'явився третя, також запроваджена королем Станіславом Авґуст Понятовськийм, але вже військовий Віртуті Мілітарі.
Були нагороди і для меньш високоповажних представників аристократії: Медаль Bene Merentibus та Медаль Merentibus
На ряду з основною ієрархічною системою королем було впроваджено ряд  додаткових почесних нагород  для осіб неблагородного походження, офіцерів  нижніх чинів та солдат.
- Медаль за довголітню військову службу (Medal za Długoletnią Służbę Wojskową)
- Медаль Diligentiae (Medal Diligentiae)
- Медаль Virtuti Civili (Zasłudze Cywilnej)

## Нагородна система часів втрачення незалежності
Наприкінці 18 ст. після політичних протистоянь між магнатами та владою і втручання в неї сусідів було здійснено 1-й та 2-й поділ земель Речі Посполитої, між 3-ма монархіями — Пруссією, Австрією і Росією. А після повстання під проводом Тадеуша Косцюшка яке Російські війська жорстоко придушили, було проведено 3-й поділ Речі Посполитої у 1795 році після чого вона припинила державне існування. Польське суспільство, розділене між трьома державами, увійшло до складу трьох різних країн, в яких діяли окремі закони, принципи суспільного і політичного життя.
На кородкий час Наполеон, окупувавши Польщу, проголосив створення Великого герцогства Варшавського в складі своєї імперії. Для управління ім в 1807 році він запросив чергового саксонського курфюрста Фрідріха-Августа, який відродив все польські ордена. Але після невдалої компанії Наполеона в Росію 1812 році герцогство було зайняте прусськими і російськими військами у 1815, польські ордена були знову відмінені.

### Нагородна система у складі Російської Імперії
Автономна польська держава у складі Російської імперії в 1815–1875 роках. Отримала нову Конституцію Королівства Польського, де зазначено що Збереглися польські цивільні та військові ордени: Білий Орел, Святий Станіслав і Військовий хрест, тобто порядок наказів зберігавсяОрден Білого Орла після приєднання Польщі до Російської імперії як Царства Польського орден залишився у її нагородній системі. Після позбавлення Польщі автономії 1831 року орден був включений до нагородної системи Російської імперії. Орден Білого Орла (Російська імперія)

### Нагородна система у складі Австрії
Польські ордена були відмінені.

### Нагородна система у складі Пруссії
За часів знаходження земель під Пруссією, польські ордена були відмінені.

## Польська Республіка (1918—1939)
Влада республіки, створюючи власний кодекс (нагородну систему), що базувалася на європейських моделях. Однак, зважаючи на польську історію, у перелік було внесено декілька старих і відомих нагород.
- Амарантова стрічка. Після розпаду Російської імперії при відсутності нагродної системи. Прийнято рішення ввести тимчасову нагороду (стрічку). Нагороджувалися солдати та офіцери які проявили мужність та хоробрість у бойових операціях. З часом усі нагороджені отримали нагороди переважно Хрест доблесті. Заснована 17 лютого 1918 р. командуючим Першим польським корпусом в Росії генерал-лейтенантом Йосипом Доубора-Мусницьким.
- Орден Білого Орла
- Virtuti Militari — класи від I до V
- Орден Відродження Польщі — класи з I по III ст.
- Хрест Незалежності — в I клас (з мечами) та II клас (без мечей)
- Орден Відродження Польщі — класи від IV до V
- Хрест Хоробрих
- Хрест заслуги (золото)
- Волонтерський хрест для війни *
- Медаль Незалежності
- Хрест за заслуги для хоробрості
- Волонтерська медаль за війну *
- Хрест заслуги (срібло)
- Хрест заслуги (коричневий)
- Хрест за заслуги Центральної армії Литви **
- Хрест на Сілезькій хоробрості та заслугах **
- Хрест польських солдатів з Америки
- Медаль за збереження зникнення
- Пам'ятна медаль учаснику Війни 1918-1921 років
- Wawrzyn Akademicki (золотий)
- Wawrzyn Akademicki (срібло)
- Медаль Десятиліття незалежності
- Медаль 3 травня
- Медаль за довгу службу (золото)
- Медаль за довгу службу (срібло)
- Медаль за довгу службу (коричневий)

(*) У червні 1939 р. Було створено два прикраси, які повинні були бути відзначені для добровільної служби в польській армії в 1918—1921 роках. Через початок Другої світової війни вони не були введені.
(**) Еквівалентні нагороди.

## Польська Народна Республіка (1944—1990)
«Постанова Польського комітету національного визволення від 22 грудня 1944 р. про ордени, відзнаки та медалі» не враховувала вислугу років і порядок носіння державних нагород, а в 1944–1960 рр. порядок їх носіння регулювався положенням про індивідуальні ордени (до 1952 р. назва держави все ще була Республіка Польща), але правила та обставини носіння нагород не регламентувалися. На практиці частково застосовувалися довоєнні правила носіння, частково – радянські моделі. Це всебічно регулювалося «Законом від 17 лютого 1960 року про ордени та відзнаки»  та «Інструкцією Канцелярії Державної Ради від 29 лютого 1960 року про порядок носіння орденів і відзнак», а потім «Постановою Державної ради від 6 січня 1977 року про опис значків, орденів і відзнак», та спосіб їх носіння»[29], частково чинний до 1992 р. Отриманий порядок також був змінений пізнішими постановами.
- Орден Будівельників Народної Польщі
- Орден Відродження Польщі (1,2,3,4,5 клас)
- Орден Virtuti Militari 1 – Срібний Хрест, 2 – Золотий Хрест', 3 – Кавалерський Хрест, 4 – Командорський Хрест, 5 – Великий Хрест (з зіркою)
- Хрест за заслуги
- Хрест Хоробрих
- Партизанський хрест
- Хрест Польських Збройних сил, що воювали на Заході
- Хрест битви під Lenino
- Хрест В'язнів Аушвіца
- Медаль "За Вашу і нашу свободу
- Медаль «За участь в оборонній війні 1939 р.»
- Хрест Сілезького повстання
- Хрест Великопольського повстання

## Сучасна система
| Назва                                                                                 | I Ступінь                                                                     | II Ступінь            | III Ступінь           | IV Ступінь | V Ступінь | Опис та загальна інформація | Заснування |
| ------------------------------------------------------------------------------------- | ----------------------------------------------------------------------------- | --------------------- | --------------------- | ---------- | --------- | --- | --- |
| Орден Білого Орла Order Orła Białego                                                  |                                                                               |                       |                       |            |           | Найвища нагорода Польщі, нагороджуються як цивільні особи, так і військові за їхні заслуги. | Заснована у 1705, Відновлена у 1921, Відновлена у 1992                                                                                        |
| Virtuti Militari                                                                      |                                                                               |                       |                       |            |           | орден, найвища військова нагорода Польщі за мужність перед лицем ворога, еквівалент британського Хреста Вікторії. | Засновано у 1792, відновлений в 1919 році |
| Орден Відродження Польщі Order Odrodzenia Polski                                      |                                                                               |                       |                       |            |           | Нагородження орденом проводиться за видатні заслуги у військовій та цивільній сферах як польських, так і іноземних громадян. | 4 лютого 1921 року маршалом Юзефом Пілсутським                                                                                                |
| Order of Military Cross Order Krzyża Wojskowego                                       |                                                                               |                       |                       |            |           | | 2006 |
| Орден Хрест Незалежності Order Krzyża Niepodległości                                  |                                                                               |                       |                       |            |           | | 2010 |
| Орден «За заслуги перед Польщею» Order Zasługi Rzeczypospolitej Polskiej              |                                                                               |                       |                       |            |           | нагорода за видатні заслуги перед Польською Народною Республікою. | заснований 10 квітня 1974, 16 жовтня 1992 Законом про ордени та нагороди був перезатверджений як нагорода Республіки Польща.                  |
| Можливо присутня нагорода                                                             |                                                                               |                       |                       |            |           | | |
| Хрест Хоробрих Cross of Valour                                                        | повторне нагородження 2 повторне нагородження 3 повторне нагородження         |                       |                       |            |           | за мужність та відвагу, проявлені під час бойових дій | Створений постановою Ради національної оборони від 11 серпня 1920. 22 грудня 1944 р. був прийнятий як військове оздоблення в Народній Польщі. |
| Військовий Хрест Krzyż Wojskowy                                                       | повторне нагородження 2 повторне нагородження 3 повторне нагородження         |                       |                       |            |           | нагороджуються солдати збройних сил Польщі, а також цивільні осіб за заслуги у боротьбі з тероризмом, або в миротворчих чи стабілізаційних операціях. Це невоєнний еквівалент Хреста доблесті. | Військовий хрест був заснований Законом від 14 червня 2007 року                                                                               |
| Хрест заслуги "За хоробрість" Krzyż Zasługi za Dzielność                              | повторне нагородження 2 повторне нагородження 3 повторне нагородження         |                       |                       |            |           | Нагорода призначена для нагороджування військовослужбовців, співробітників поліції та силових структур. Хрест було скасовано в 1944 році і відновлено в 1992 році. | створена в 1928 році як різновид хреста за заслуги                                                                                            |
| Хрест за заслуги з мечами(Золотий, Срібний, Бронзовий) Złoty Krzyż Zasługi z Mieczami | повторне нагородження                                                         | повторне нагородження | повторне нагородження |            |           | Awarded for deeds of bravery and valor not connected with direct fight, as well as for merit rendered in perilous circumstances. | 1942 |
| Хрест свободи та солідарності Krzyż Wolności i Solidarności                           |                                                                               |                       |                       |            |           | Для членів демократичної опозиції в Польщі, який між роками 1956 і 1989 були вбиті, важко поранений або були заарештовані, інтерновані, щонайменше 30 днів, які втратили роботу або були виключені зі школи або університету щонайменше 6 місяців внаслідок своєї діяльності на благо вільної та демократичної Польщі. Особи, які виявили, що співпрацювали з комуністичним режимом, не можуть бути нагороджені. | 5 серпня 2010 року |
| Військовий хрест за заслуги з мечами Wojskowy Krzyż Zasługi z Mieczami                | повторне нагородження                                                         |                       |                       |            |           | | 2007 |
| Військово-морський хрест за заслуги з мечами Morski Krzyż Zasługi z Mieczami          | повторне нагородження                                                         |                       |                       |            |           | | 2007 |
| Військово-повітряний хрест за заслуги з мечами Lotniczy Krzyż Zasługi z Mieczami      | повторне нагородження                                                         |                       |                       |            |           | | 2007 |
| Військовий хрест за заслугии Wojskowy Krzyż Zasługi                                   | повторне нагородження                                                         |                       |                       |            |           | | 2007 |
| Військово-морський хрест за заслуги Morski Krzyż Zasługi                              | повторне нагородження                                                         |                       |                       |            |           | | 2007 |
| Військово-повітряний хрест за заслуги Lotniczy Krzyż Zasługi                          | повторне нагородження                                                         |                       |                       |            |           | | 2007 |
| Медаль за самопожертву та відвагу Medal za Ofiarność i Odwagę                         | повторне нагородження друге повторне нагородження третє повторне нагородження |                       |                       |            |           | Нагороджують людей, які ризикували своїм життям або здоров'ям | 17 лютого 1960 року |
| Медаль за довголітню службу Medal za Długoletnią Służbę                               |                                                                               |                       |                       |            |           | | 1938, підтверджена 2007 |
| Медаль за довголітнє подружнє життя Medal za Długoletnie Pożycie Małżeńskie           |                                                                               |                       |                       |            |           | присвоюється сімейним парам за 50 років спільного подружнього життя | 1938, підтверджена 2007 |

### Зірка
військові пам'ятні нагороди, що мають в назві слово «Зірка», — це нагорода за бездоганну службу в польських військових контингентах за межами країни".
| Назва                                              | Стрічка | Опис та загальна інформація | Заснування |
| -------------------------------------------------- | ------- | --- | ---------- |
| Іракська Зірка Gwiazda Iraku                       |         | Нагорода призначається за участь у військовій операції «Іракська свобода» (2003 р.). |            |
| Афганська Зірка Gwiazda Afganistanu                |         | Нагорода за участь в Польському військовому контингенті у Афганістані |            |
| Чадська Зірка Gwiazda Czadu                        |         | Нагорода для учасників польського військового контингенту в Республіці Чад і Центральноафриканській Республіці |            |
| Зірка Конго Gwiazda Konga                          |         | Зірка призначена солдатам, які проходять службу в польському військовому контингенті в операції Європейського Союзу в Демократичній Республіці Конго та Габонській Республіці |            |
| Зірка Середземного моря Gwiazda Morza Śródziemnego |         | Зірка вручається військовослужбовцям, які проходили службу в польському військовому контингенті у складі сил НАТО, на Середземномор'ї та Чорному морі в періоди: 24 лютого 2006 р. — 8 березня 2006 р.; 6 жовтня 2006 р. — 31 березня 2007 р. ; 15 липня 2008 р. — 30 листопада 2008 р.; 1 жовтня 2008 р. — 31 березня 2009 р. |            |
| Зірка повітряних екіпажів Gwiazda Załóg Lotniczych |         | Зірка Повітряних екіпажів вручається солдатам та пілотам, які проходять службу в Польський військовий контингент Орлик (PKW Orlik), і в операції військової підтримки Латвійської Республіки, для забезпечення безпеки учасників саміту Організації Північноатлантичного договору в 2006 році, а також солдатам членів екіпажу військових літаків, учасникам польських військових контингентів, що діють в інших військові дії; та члени екіпажів військових літаків, які проходять службу за межами польських військових контингентів. |            |

### Інші пам'ятні нагороди
Пам'ятні нагороди для військових, цивільних та громадян інших держав.
| Назва                                                                             | Стрічка | Опис та загальна інформація | Заснування |
| --------------------------------------------------------------------------------- | ------- | --- | ---------- |
| Хрест Вигнанців до Сибіру Krzyż Zesłańców Sybiru                                  |         | Хрест дається людям, які мали громадянство Польщі на момент депортації, та особам які народились у вигнанні. Він також може бути наданий особам, які, ув'язнені в трудових таборах, таборах та місцях заслання як громадяни Польщі, мають громадянство іншої держави на момент надання їм Хреста.                                 |            |
| Східний хрест Krzyż Wschodni                                                      |         | призначений для іноземців, які допомагають людям польської національності в колишніх Східних прикордонних районах Першої та Другої Республіки Польщі та в колишньому Радянському Союзі в 1917—1991 роках |            |
| Західний хрест Krzyż Zachodni                                                     |         | призначений для іноземців, які допомагають людям польської національності, які в 1939—1989 роках надавали різну допомогу полякам під час репресій, переслідувань та під час опору проти німецького нацизму, радянської окупації та комуністичного панування польських земель, що не охоплені Законом про нагороду — Східний Хрест |            |
| Медаль Сторіччя відновлення незалежності Medal Stulecia Odzyskanej Niepodległości |         | Медаль присуджується громадянам Польщі під час Національного святкування 100-ї річниці здобуття незалежності Республіки Польща (1918 та 2018) у 2018—2022 роках. |            |

### Відомчі відзнаки (нагороди)
Польські відомчі відзнаки (міністерські) — присуджуються на підставі рішення міністра чи посадової особи, яка керує закладом, що нагороджує. У Польщі вони не мають звання «Державна відзнака», які присвоюються рішенням Президента Республіки Польща. Зазвичай вони мають форму медалей чи значків. Медалі носять на лівій грудях, після польських державних відзнак, як правило, у тому порядку, який вони вручали. Значки носять на правій чи лівій грудях.